# Ban Bí thư Ban Chấp hành Trung ương Đảng Cộng sản toàn Liên bang khóa XVII (1934–1939)
Ban Bí thư Ban Chấp hành Trung ương Đảng Cộng sản toàn Liên bang khóa XVII (1934–1939) được bầu tại Hội nghị Trung ương lần thứ nhất của Ban chấp hành Trung ương Đảng Cộng sản toàn Liên bang (Bolsheviks) khóa XVII được tổ chức ngày 10/2/1934.

## Ủy viên
| Tên (sinh–mất)               | Bắt đầu   | Kết thúc  | Thời gian      | Ghi chú                                                  |
| ---------------------------- | --------- | --------- | -------------- | -------------------------------------------------------- |
| Andrey Andreyev (1895–1971)  | 28/2/1935 | 21/3/1939 | 4 năm, 21 ngày | Bầu tại hội nghị lần thứ 5.                              |
| Andrei Zhdanov (1896–1948)   | 10/2/1934 | 21/3/1939 | 5 năm, 39 ngày | —                                                        |
| Lazar Kaganovich (1893–1991) | 10/2/1934 | 21/3/1939 | 5 năm, 39 ngày | Bí thư thứ 2 Ban Bí thư tới năm 1935, chức vụ bị xóa bỏ. |
| Sergey Kirov (1886–1934)     | 10/2/1934 | 1/12/1934 | 294 ngày       | Bị ám sát, không rõ kẻ tấn công.                         |
| Joseph Stalin (1878–1953)    | 10/2/1934 | 2/3/1939  | 5 năm, 39 ngày | —                                                        |
| Nikolai Yezhov (1895–1940)   | 1/2/1935  | 21/3/1939 | 6 năm, 48 ngày | Bầu tại hội nghị lần thứ 4.                              |